# Geopark
Een geopark of geologisch park is een speciaal aangewezen gebied waarin de geschiedenis van de aarde (historische geologie) beleefd kan worden. In een geopark kan het ontstaan van landschappen worden getoond, aangewezen worden welke gesteenten en grondstoffen in de ondergrond voorkomen en hoe geologie en bodems het betreffende landgebruik beïnvloeden. Deze onderwerpen worden gepresenteerd via begeleide wandelingen, informatieborden in de omgeving, gedrukte publicaties (folders ed.) en via websites. Hierdoor wordt duurzaam gebruik van het geologisch erfgoed bevorderd en kan dit door de mensen die er wonen ook economisch worden uitgebaat. Er zijn mondiale geoparken en nationale geoparken. 

## UNESCO
UNESCO is verantwoordelijk voor de aanwijzing van mondiale geoparken. UNESCO definieert het als een gebied met een of meer sites van wetenschappelijk belang, niet alleen vanuit geologisch standpunt, maar ook door zijn archeologische, ecologische en culturele waarde. UNESCO heeft hiervoor in 2000 het programma International Network of Geoparks gestart. 
Geoparks zijn door de UNESCO gecreëerd als antwoord op de vraag om een internationaal initiatief dat sites met een geologische waarde erkent.

### Australië
- Kanawinka Geopark

### België
- Geopark Scheldedelta
- Geopark Famenne-Ardenne

### Brazilië
- Araripe Geopark
- Staatspark Vila Velha

### Bulgarije
- Geopark Iskar-Panega

### Canada
- Cliffs of Fundy (Nova Scotia)
- Discovery Geopark (Newfoundland en Labrador)
- Percé (Quebec)
- Stonehammer (New Brunswick)
- Tumbler Ridge (Brits-Columbia)

### China
- Hong Kong Geopark

### Duitsland
- Geopark Bergstrasse - Odenwald
- Geopark Harz Braunschweiger Land Ostfalen
- Geopark Swabian Albs
- Mecklenburg Ice Age Landscape Park
- Natur- und Geopark TERRA.vita, dat het noordwestelijk deel van het Teutoburgerwoud omvat
- Vulkaneifel Geopark

### Frankrijk
- Parc Naturel Régional du Luberon
- Réserve Géologique de Haute Provence

### Griekenland
- Lesbos[1]
- Psiloritis Natural Park
- Helmos Vouraikos National Park
- Vikos-Aoos Geopark

### Ierland
- Copper Coast Geopark
- Marble Arch Caves Global Geopark

### Iran
- Qeshm Geopark - Hara forests

### Italië
- Madonie Natural Park
- Adamello-Brenta
- Parco del Beigua
- Geological and Mining Park of Sardinia

### Japan
- San'in Coast Geopark
- Muroto Geopark
- Chichibu Geopark

### Kroatië
- Papuk Geopark

### Maleisië
- Langkawi Geopark

### Nederland
- Geopark De Hondsrug
- Geopark Schelde Delta[2]

### Noorwegen
- Gea-Norvegica Geopark
- Magma Geopark

### Oostenrijk
- Kamptal Geopark
- Nature Park Eisenwurzen

### Portugal
- Arouca Geopark
- Naturtejo Geopark

### Roemenië
- Hateg Country Dinosaur Geopark

### Spanje
- Cabo de Gata Natural Park
- Maestrazgo Cultural Park
- Sobrarbe Geopark
- Subbeticas Geopark

### Tsjechië
- Bohemian Paradise Geopark

### Verenigd Koninkrijk
- Abberley and Malvern Hills Geopark
- Cotswold Hills Geopark
- Fforest Fawr Geopark
- GeoMon (Anglesey Geopark)
- Marble Arch Caves Global Geopark
- North Pennines - North Pennines AONB Geopark
- North West Highlands Geopark
- Lochaber Geopark
- English Riviera Geopark (Torbay)